# Kaavi (Finlandia)
Kaavi – gmina w Finlandii, położona we wschodniej części kraju, należąca do regionu Pohjois-Savo.

## Miasta partnerskie
- Mõniste, Estonia
- Võrumaa, Estonia[4]